# Frit

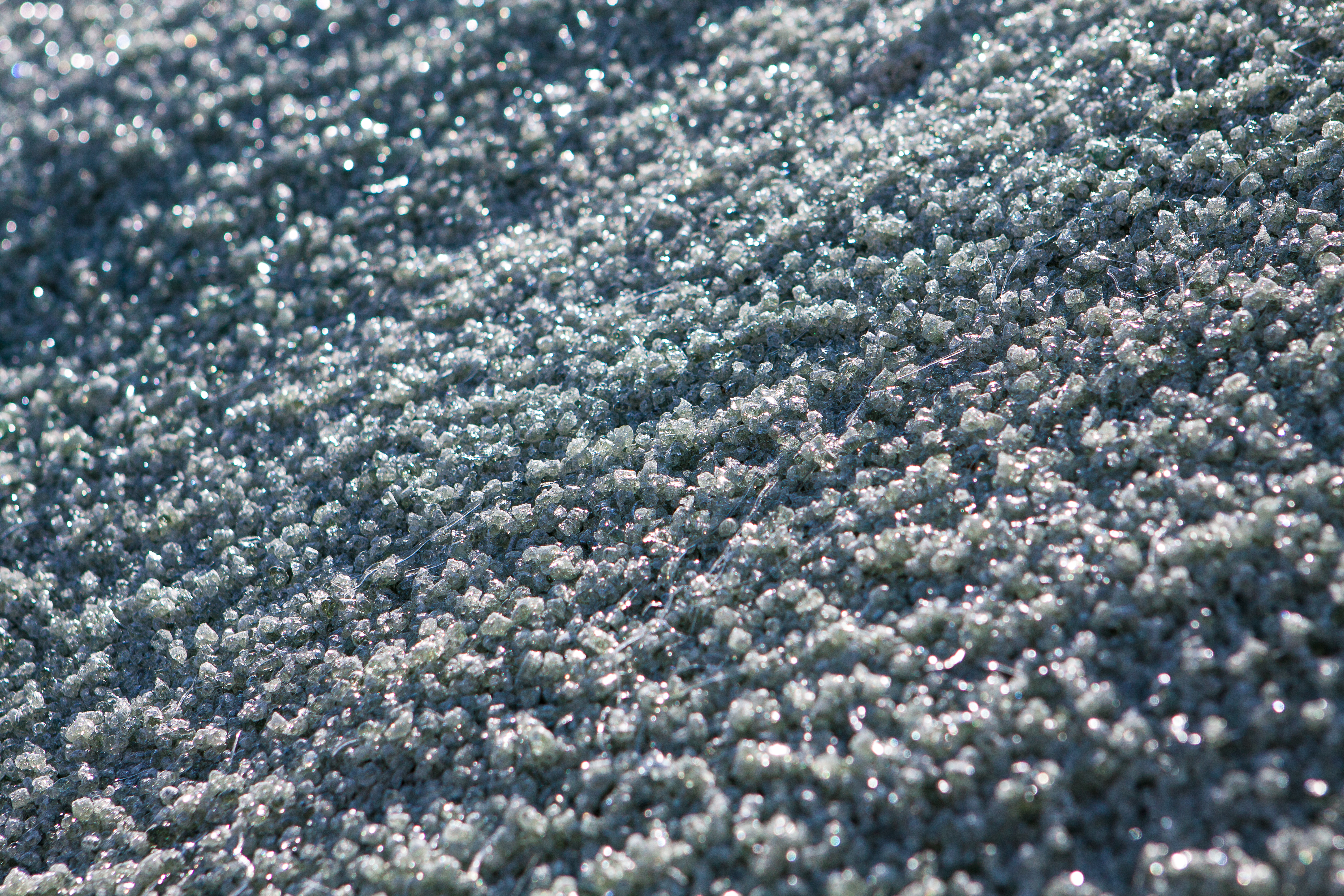
Frit để sản xuất bông thủy tinh.

Frit là một thành phần gốm đã được nung chảy, tôi và nghiền thành hạt. Frit tạo thành một phần quan trọng của các mẻ liệu được sử dụng để sản xuất men thủy tinh và men gốm; mục đích của quá trình nung chảy trước này là làm cho bất kỳ thành phần hòa tan và/hoặc độc hại nào trở thành không hòa tan bằng cách làm cho chúng kết hợp với silica và các oxit bổ sung khác. Tuy nhiên, không phải tất cả thủy tinh được nung chảy và tôi trong nước đều là frit, vì phương pháp làm nguội thủy tinh rất nóng này cũng được sử dụng rộng rãi trong sản xuất thủy tinh.
Theo Từ điển tiếng Anh Oxford (OED) thì nguồn gốc của từ "frit" trong tiếng Anh có từ năm 1662 và là "một hỗn hợp cát và các chất trợ dung đem thiêu sẵn để nấu chảy trong chén nung làm thủy tinh". Ngày nay, các nguyên liệu thô chưa được gia nhiệt trong sản xuất thủy tinh thường được gọi là "mẻ liệu thủy tinh". Trong tiếng Việt, một số từ điển giải thích frit là nguyên liệu thủy tinh. Tuy nhiên, diễn giải này là mơ hồ do nguyên liệu nấu thủy tinh thì rất đa dạng và như giải thích trên đây thì không phải tất cả thủy tinh được nung chảy và đem tôi trong nước đều là frit.
Trong thời cổ đại, frit có thể được nghiền vụn để tạo ra bột màu hoặc tạo hình để tạo ra các đồ vật. Nó cũng có thể được dùng như là một vật liệu trung gian trong sản xuất thủy tinh thô. Định nghĩa về frit có xu hướng thay đổi và đã chứng tỏ là một vấn đề hóc búa đối với các học giả. Trong những thế kỷ gần đây, frit đã đảm nhận một số vai trò, như vật liệu sinh học và chất phụ gia cho gốm điện môi vi sóng. Frit ở dạng nhôm-silicat có thể được sử dụng trong các vật liệu chịu lửa đúc liên tục không men.

## Frit cổ đại
Các nhà khảo cổ đã tìm thấy bằng chứng về frit ở Ai Cập, Lưỡng Hà, Châu Âu và vùng ven Địa Trung Hải. Định nghĩa về frit như một vật liệu thiêu kết, đa tinh thể, không men có thể được áp dụng cho các bối cảnh khảo cổ học này. Nó thường có màu xanh lam hoặc xanh lục.

### Frit xanh lam
Frit xanh lam, còn được gọi là bột màu lam Ai Cập, được làm từ thạch anh, vôi, một hợp chất đồng và một chất trợ dung kiềm, tất cả đều được nung đến nhiệt độ từ 850 đến 1.000 °C. Cát thạch anh có thể đã được sử dụng để đóng góp silica vào frit. Hàm lượng đồng phải lớn hơn hàm lượng vôi để tạo ra frit xanh lam. Cuối cùng, frit bao gồm các tinh thể cuprorivait (CaCuSi4O10) và "các hạt thạch anh phản ứng một phần được liên kết với nhau" bằng thủy tinh khe kẽ. Mặc dù có lập luận ngược lại, các nhà khoa học đã phát hiện ra rằng, bất kể hàm lượng kiềm là bao nhiêu, các tinh thể cuprorivait phát triển bằng cách "tạo mầm hoặc phát triển trong pha lỏng hoặc pha thủy tinh." Tuy nhiên, hàm lượng kiềm - và độ thô của tinh thể cuprorivait - góp phần tạo ra sắc thái xanh lam trong frit. Hàm lượng kiềm cao sẽ tạo ra "một tỷ lệ lớn thủy tinh", do đó làm loãng các tinh thể cuprorivait và tạo ra các sắc thái nhạt hơn của màu xanh lam. Nghiền lại và thiêu kết lại frit sẽ tạo ra các tinh thể cuprorivait mịn hơn, cũng như tạo ra các sắc thái nhạt hơn.
Sự xuất hiện sớm nhất của frit xanh lam như một chất màu trên một bức tranh hầm mộ ở Saqqara có niên đại tới năm 2900 TCN, mặc dù việc sử dụng nó đã trở nên phổ biến hơn ở Ai Cập vào khoảng năm 2600 TCN. Frit xanh lam cũng đã được phát hiện trong các lăng mộ hoàng gia tại Ur từ thời kỳ đầu Triều đại thứ ba của Ur. Việc sử dụng nó ở khu vực Địa Trung Hải có niên đại tới các bích họa Thera từ cuối thời đại đồ đồng giữa.
Trong khi pha thủy tinh hiện diện trong các frit xanh lam từ Ai Cập, các nhà khoa học đã không phát hiện ra nó trong frit xanh lam từ Cận Đông, Châu Âu và Aegea. Phong hóa tự nhiên, cũng là nguyên nhân gây ra sự ăn mòn các loại thủy tinh và men trong ba khu vực này, có thể là lý do cho sự vắng mặt này.
Tại Amarna, các nhà khảo cổ học đã tìm thấy frit xanh lam ở dạng các bánh hình tròn, cặn bột và mảnh đồ đựng vỡ. Phân tích các cấu trúc vi mô và kích thước tinh thể của các loại frit này đã cho phép Hatton, Shortland và Tite suy ra mối liên hệ giữa ba vật liệu. Các bánh frit được sản xuất bằng cách nung nóng nguyên liệu thô để làm ra frit, sau đó chúng được nghiền để làm bột, và cuối cùng, bột được nhào nặn, đúc khuôn và nung lại để tạo ra các đồ đựng.
Trong sách De architectura, tác giả thế kỷ 1 TCN là Vitruvius đã báo cáo việc sản xuất ‘caeruleum’ (một chất màu xanh lam) tại Pozzuoli, được thực hiện bằng một phương pháp đã sử dụng ở Alexandria, Ai Cập. Vitruvius liệt kê các nguyên liệu thô để làm caeruleum là cát, mạt đồng và ‘nitrum’ (soda). Phân tích một số frit có niên đại vào thời Thutmose III và sau đó cho thấy việc sử dụng mạt đồng thay cho quặng đồng.
Stocks cho rằng bột thải từ quá trình khoan đá vôi, kết hợp với một nồng độ nhỏ của chất kiềm, có thể đã được sử dụng để tạo ra frit màu xanh lam. Bột có hàm lượng đồng nhất định do sự bào mòn các mũi khoan hình ống bằng đồng được sử dụng trong quá trình khoan. Tuy nhiên, hồ sơ khảo cổ vẫn chưa xác nhận mối quan hệ như vậy giữa hai công nghệ này.

### Frit xanh lục
Bằng chứng về việc sử dụng frit xanh lục cho đến nay chỉ giới hạn ở Ai Cập. Cùng với malachit, frit xanh lục thường được sử dụng như một chất màu xanh lục. Sự xuất hiện sớm nhất của nó là trong các bích họa hầm mộ của triều đại thứ 18, nhưng việc sử dụng nó kéo dài ít nhất đến thời kỳ La Mã. Việc sản xuất frit xanh lục và xanh lam dựa trên cùng các nguyên liệu thô, nhưng với tỷ lệ khác nhau. Để tạo ra frit xanh lục, nồng độ vôi phải lớn hơn nồng độ đồng. Nhiệt độ nung cần thiết cho frit xanh lục có thể cao hơn một chút so với frit xanh lam, trong khoảng 950 đến 1.100 °C. Sản phẩm cuối cùng bao gồm các tinh thể đồng-wollastonit ([Ca, Cu]3Si3O9) và "pha thủy tinh giàu chloride đồng, natri và kali." Trong một số trường hợp nhất định (sử dụng quy trình gia nhiệt hai bước, sự hiện diện của hematit), các nhà khoa học đã có thể làm cho frit xanh lam dựa trên cuprorivait sau đó trở thành frit xanh lục dựa trên đồng-wollastonit ở nhiệt độ 1.050 °C. Trên một số bích họa Ai Cập cổ đại, các sắc tố ban đầu có màu xanh lam thì hiện nay có màu xanh lục: màu xanh lam có thể "khử thủy tinh" sao cho "đồng wollastonit chiếm ưu thế so với thành phần cuprorivait ít hơn." Cũng như đối với frit xanh lam, các tác giả Hatton, Shortland và Tite đã phân tích bằng chứng về frit xanh lục ở Amarna dưới dạng bánh, bột, và một mảnh đồ đựng vỡ và suy ra quá trình sản xuất tuần tự của ba loại hiện vật này.

## Mối quan hệ giữa frit, thủy tinh và faenza
Một văn bản bằng tiếng Akkad từ thư viện của Ashurbanipal tại Nineveh cho thấy một chất giống như frit là nguyên liệu trung gian trong quá trình sản xuất thủy tinh thô. Bước trung gian này sẽ được nối tiếp bằng quá trình nghiền và trộn các nguyên liệu thô được sử dụng để làm thủy tinh. Một đoạn trích từ bản dịch của Oppenheim cho Đoạn 1 Thẻ A của văn bản chữ hình nêm Nineveh có nội dung như sau:
Người ta giữ một ngọn lửa to và không khói cháy cho đến khi ‘kim loại’ (thủy tinh nóng chảy) trở thành frit. Người ta lấy nó ra và để nó nguội đi.

Các bước tiếp theo bao gồm nung lại, nghiền lại và cuối cùng gom bột vào chảo. Theo công thức Nineveh, Brill đã có thể tạo ra một loại thủy tinh "chất lượng cao". Ông suy luận rằng chất trung gian frit là cần thiết sao cho các khí sẽ phát triển trong công đoạn này và sản phẩm cuối cùng gần như không còn bọt. Hơn nữa, nghiền frit thực sự xúc tiến "phần thứ hai của quy trình, đó là… khử hệ thống thành thủy tinh."
Moorey đã định nghĩa bước trung gian này là "tạo frit", "một quá trình trong đó các muối hòa tan được chuyển thành không hòa tan bằng cách phá vỡ các cacbonat, v.v. và tạo thành một khối phức tạp của các silicat thiêu kết." Một frit được bảo quản trong "mảnh vỡ chảo frit" được lưu giữ trong Bảo tàng Petrie "cho thấy có rất nhiều đốm trắng của silica chưa phản ứng và một số lượng lớn các lỗ rỗng nơi khí đã hình thành." Quá trình này cũng được các nhà văn cổ đại như Pliny và Theophilus biết đến.
Nhưng liệu việc "tạo frit" này có được thực hiện như một bước có chủ ý trong quá trình sản xuất thủy tinh thô trong thời cổ đại hay không vẫn còn là một câu hỏi. Các thành phần của frit và thủy tinh thu hồi từ Amarna không phù hợp theo cách có thể ngụ ý rằng frit là tiền thân của thủy tinh: frit có hàm lượng soda và vôi thấp hơn còn hàm lượng coban và alumina cao hơn so với của thủy tinh.
Các học giả đã gợi ý một số mối liên hệ tiềm năng giữa frit và gốm faenza. Kühne đề xuất rằng frit có thể đã đóng vai trò là "chất liên kết tạo nên gốm faenza" và cho rằng thành phần chủ yếu của chất kết dính này là silica, kiềm và đồng với các hàm lượng nhỏ của kiềm thổ và thiếc. Nhưng việc phân tích nhiều loại frit Ai Cập mâu thuẫn với thành phần chất kết dính mà Kühne đưa ra. Vandiver và Kingery cho rằng một phương pháp sản xuất men faenza là "frit hay nấu chảy các thành phần men để tạo thành thủy tinh", sau đó nghiền thủy tinh. và tạo ra một loại vữa trong nước, và cuối cùng tráng men "bằng cách nhúng hoặc vẽ". Tuy nhiên, việc họ sử dụng từ "frit" hầu như là đồng nghĩa với "nấu chảy" thể hiện một điểm độc đáo khác về việc "frit" có thể hợp thành những gì. Cuối cùng, Tite et al. báo cáo rằng các mảnh frit, có màu xanh lam bất thường bởi coban, được tìm thấy trong các "chảo frit" tại Amarna có thành phần và cấu trúc vi mô tương tự như của gốm faenza thủy tinh, một dạng gốm faenza Ai Cập nhiệt độ cao hơn kết hợp coban vào thành phần của nó. Trong quá trình tái tạo sản xuất gốm faenza thủy tinh của mình, Tite et al. đề xuất rằng việc nung lần đầu nguyên vật liệu ở 1100-1200 °C tạo ra frit màu xanh lam coban, sau đó nó được nghiền, đúc và tráng men.
Nhìn chung, frit, thủy tinh và gốm faenza Ai Cập là những vật liệu tương tự nhau: chúng đều có nguồn gốc từ silica nhưng có hàm lượng chất kiềm, đồng và vôi khác nhau. Tuy nhiên, như Nicholson viết, chúng là những vật liệu riêng biệt bởi vì "sẽ không thể biến faenza thành frit hoặc frit thành thủy tinh chỉ đơn giản bằng cách nung nóng tiếp hoặc nung ở nhiệt độ cao hơn."
Việc sử dụng frit làm các chất màu và các đồ vật nguyên khối đã tạo ra độ tin cậy cho ý tưởng rằng sản xuất frit, ở một mức độ nào đó, là một ngành công nghiệp "chuyên biệt". Thật vậy, các nhà khoa học đã xác định rằng các đồ vật frit, chẳng hạn như bùa hộ mạng, chuỗi hạt và đồ đựng, có thành phần hóa học tương tự như của bột frit được sử dụng làm bột màu. Tuy nhiên, việc xác định các mối quan hệ kỹ thuật chính xác giữa các nhành sản xuất frit, thủy tinh và faenza là một lĩnh vực thu hút sự quan tâm của giới học giả hiện tại và tương lai. Các cuộc khai quật tại Amarna cung cấp một xác nhận không gian về các mối quan hệ tiềm năng này, vì các ngành sản xuất frit, thủy tinh và faenza ở đó là nằm "gần nhau".

## Đồ gốm frit
Đồ gốm frit là thuật ngữ được dùng để chỉ một loại đồ gốm được phát triển đầu tiên ở Cận Đông, nơi sản xuất có niên đại từ cuối thiên niên kỷ 1 cho đến suốt thiên niên kỷ 2. Frit là một thành phần quan trọng. Một công thức cho "đồ gốm frit" có niên đại khoảng năm 1300 do Abu’l Qasim thông báo cho rằng tỷ lệ giữa thạch anh với "thủy tinh-frit" với đất sét trắng là 10: 1: 1. Loại đồ gốm này còn được gọi là "bột nhão đá" và "faenza" trong số vài tên gọi khác. Một khối "tiền-bột nhão đá" từ thế kỷ 9 tại Baghdad có "các mảnh thủy tinh sót lại" trong kết cấu của nó. Thành phần của thủy tinh là kiềm-vôi-chì-silica và, khi bột nhão đá được nung hoặc làm nguội, các tinh thể wollastonit và diopside hình thành bên trong các mảnh thủy tinh. Việc thiếu vắng "các bao thể gốm nghiền" cho thấy các mảnh vỡ này không đến từ men. Lý do cho việc bổ sung chúng là giải phóng kiềm vào chất nền khi nung, điều này sẽ "đẩy nhanh quá trình thủy tinh hóa ở nhiệt độ nung tương đối thấp, và do đó làm tăng độ cứng và mật độ của thân [gốm]." Việc "những mảnh vỡ sót lại" có thực sự là "frit" theo nghĩa cổ xưa hay không vẫn còn là vấn đề bỏ ngỏ.
Đồ gốm Iznik được sản xuất ở Thổ Nhĩ Kỳ thời kỳ Ottoman từ thế kỷ 15. Nó bao gồm thân/xương, nước áo và men, trong đó phần thân và men là "frit-thạch anh." "Frit" trong cả hai trường hợp "là khác thường ở chỗ chúng chứa oxit chì cũng như soda"; oxit chì sẽ giúp giảm hệ số giãn nở nhiệt của gốm. Phân tích bằng kính hiển vi cho thấy rằng vật liệu từng được gán nhãn "frit" là "thủy tinh khe kẽ" dùng để kết nối các hạt thạch anh. Tite lập luận rằng thủy tinh này đã được thêm vào dưới dạng frit và thủy tinh khe kẽ được hình thành khi nung.
Frit cũng là một thành phần quan trọng trong một số đồ sứ châu Âu thời kỳ đầu. Các nhà sản xuất nổi tiếng trong thế kỷ 18 bao gồm Sèvres ở Pháp, và tại Chelsea, Derby, Bow, Worcester và Longton Hall ở Anh. Ít nhất một nhà sản xuất đồ sứ frit vẫn đang hoạt động tại Belleek, County Fermanagh, Bắc Ireland. Nhà máy này thành lập năm 1857, sản xuất đồ gốm có đặc điểm là mỏng, bề mặt hơi óng ánh và thân gốm được pha chế với một tỷ lệ đáng kể frit.

## Sử dụng hiện đại

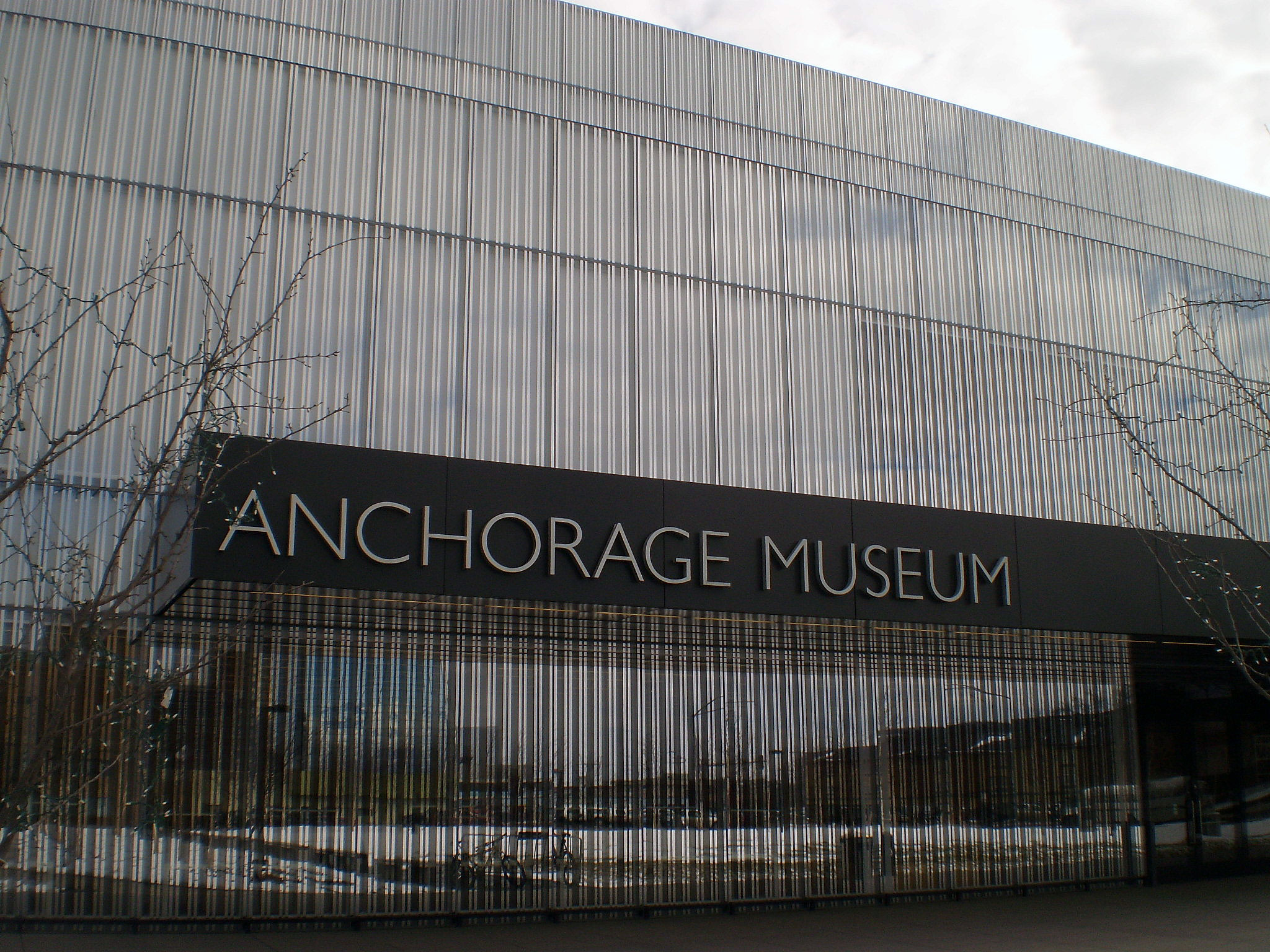
Mặt tiền của Bảo tàng Anchorage ở Anchorage, Alaska kết hợp một lượng lớn kính frit cách nhiệt tùy chỉnh.

Frit là thành phần không thể thiếu của hầu hết các loại men gốm công nghiệp chín ở nhiệt độ dưới 1.150 °C. Frit thường là sản phẩm trung gian trong quá trình sản xuất thủy tinh thô, trái ngược với các chất màu và các đồ vật được tạo hình, nhưng chúng có thể được sử dụng làm thiết bị thí nghiệm trong một số bối cảnh công nghệ cao. Frit được làm chủ yếu bằng silica, dibo trioxit (B2O3) và soda được sử dụng làm men tráng trên các ống thép. Một loại frit khác có thể được sử dụng làm vật liệu sinh học, là vật liệu được tạo ra để trở thành một phần của, hoặc tiếp xúc mật thiết với, một hoặc nhiều sinh vật sống. Thủy tinh soda-vôi-silica nóng chảy có thể được "rót vào nước để thu được frit", sau đó được nghiền thành bột. Những loại bột này có thể được sử dụng làm "giá đỡ cho các thay thế xương". Ngoài ra, một số loại frit nhất định có thể được thêm vào gốm công nghệ cao: các loại frit như thế được làm bằng cách xay oxit kẽm (ZnO) và axit boric (H3BO3) với các hạt zirconi (Zr), sau đó nung hỗn hợp này đến 1.100 °C, tôi và nghiền nó. Sau đó, frit này được thêm vào bột gốm lithi titanat (Li2TiO3), cho phép thiêu kết gốm ở nhiệt độ thấp hơn trong khi vẫn giữ được "các đặc tính điện môi vi sóng". Thiêu kết là sự hợp nhất nhiệt độ cao của bột lại với nhau để tạo thành một vật liệu rắn, thường là xốp. Trong phòng thí nghiệm và thiết bị xử lý hóa chất công nghiệp, thuật ngữ frit biểu thị một bộ lọc được tạo ra bởi sự thiêu kết cùng nhau của các hạt thủy tinh để tạo ra một sản phẩm có độ xốp đã biết được gọi là thủy tinh frit. Từ này cũng được sử dụng theo nghĩa lỏng lẻo hơn để biểu thị một bộ lọc với thành phần bất kỳ nào (ví dụ, thép không gỉ, polyetylen) được thay thế tại chỗ mà nếu khác đi thì frit thủy tinh được sử dụng. Ngoài ra, frit cũng là một thành phần chính được các nhà sản xuất gạch ốp hay tấm lợp gốm sử dụng trong sản xuất nước áo gốm. Là kết quả của việc sử dụng rộng rãi frit trong ngành sản xuất tấm lợp/gạch ốp gốm, nhiều nhà máy sản xuất frit đã được thành lập gần đây ở nhiều nước, như tại Ai Cập.
Frit hiện đại có một số loại, tùy theo việc sử dụng nó trong men gốm, như frit trong suốt, frit mờ, và frit đục.
Kính chắn gió ô tô kết hợp một dải tối màu gồm các điểm gốm xung quanh các cạnh được gọi là frit.